# Ересуннський міст
Ересуннський міст (дан. Øresundsbroen, швед. Öresundsbron) — комбінований автомобільно-залізничний вантовий міст через Ересуннську протоку, що сполучає данський острів Зеландія зі Скандинавським півостровом (Швеція).
Будівництво мосту почалося в 1995 році, закінчилося в 1999. Міст обійшовся в 3,8 млрд доларів США. На добу пропускає понад 60 тисяч автомобілів.
Початково міст використовували менше, ніж очікували, що в цілому пояснюється перехідним періодом. Проте у 2005 і 2006 роках спостерігалося швидке зростання обсягу перевезень по мосту. Це явище може бути пов'язане з покупками данців житла у Швеції та поїздками на роботу в Данію, тому що ціни на житло в Мальме нижчі, ніж в Копенгагені. У 2014 році вартість проїзду одної машини через міст становила DKK 350, SEK 430 або EUR 49 (проте для регулярних користувачів доступні знижки до 75%). 2007 року майже 25 мільйонів осіб скористалося мостом.

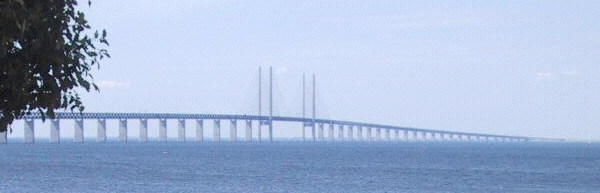
Вигляд з Мальме (Швеція)

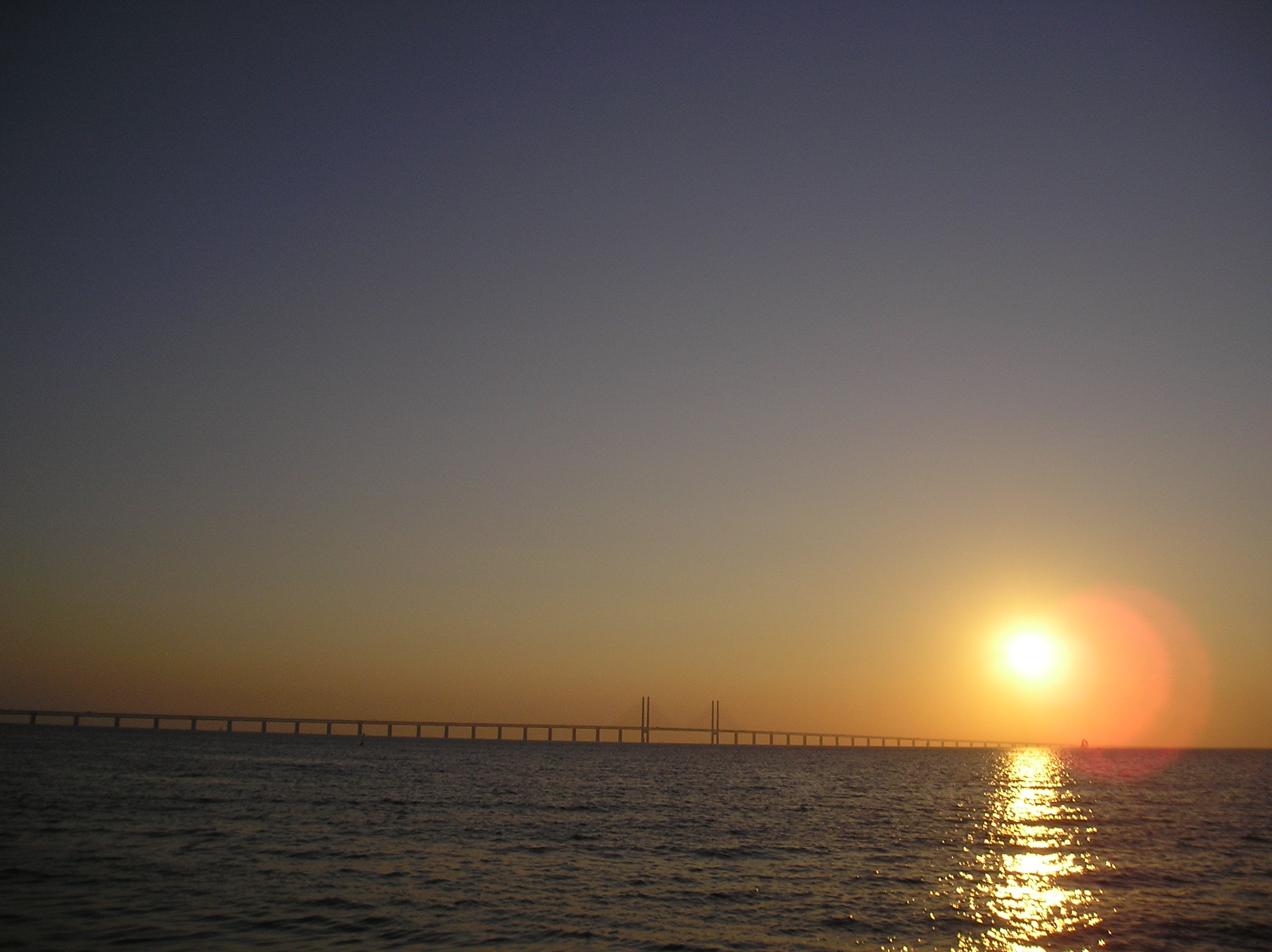
Вигляд з Ересуннської протоки

## Особливості
Міст має одну з найдовших вант у світі — 490 метрів. Висота найвищого пілона 204 метри. Загальна довжина моста 7845 метрів, що становить приблизно половину відстані між шведськими і данськими берегами, а його вага 82000 тонн. По мосту прокладено двоколійну залізницю і чотирисмугову автомагістраль. Міст має вертикальний зазор 57 метрів, хоча більша частина руху суден проходить через Дрогденську протоку (над тунелем). Міст спроєктувала компанія Arup.

### Пебергольм — штучний острів
Міст закінчується в середині Ересунн на штучно побудованому острові — Пебергольм. Острів 4 км завдовжки і декількасот метрів завширшки, належить Данії і в наш час[коли?] є природним заповідником.

### Дрогден-тунель
Зв'язок між Пебергольмом і найближчою населеною частиною Данії йде через тунель, званий Drogdentunnelen (Дрогден-тунель). Довжина тунелю 4050 метрів, з них 3510 метрів під водою. Причиною створення тунелю замість побудови іншого мосту стала дуже близька відстань від аеропорту Копенгагена.

## Залізниця
Залізничний громадський транспорт експлуатується спільно шведськими компаніями SJ і Skåne commuter rail та данською Danske Statsbaner.
Через міст поїзди йдуть вдень кожні 20 хвилин, і один раз на годину в нічний час. По мосту прокладена двоколійна стандартна колія (1435 мм), яка здатна пропускати потяги зі швидкістю, що перевищує 200 км/год. Були проблеми, пов'язані з різницею в електрифікації і сигналізації між данськими і шведськими залізничними мережами. Рішенням стало перемикання системи електропостачання, зі шведських 15 кВ, 16,7 Гц на данську 25 кВ, 50 Гц змінного струму на Пебергольмі. Швеція має залізницю з лівостороннім рухом, а Данія — правосторонній рух. Перехід робиться на залізничній станції Мальме, яка є кінцевою. На шведському боці є з'єднання з Мальменським міським тунелем.

## Витрати
Вартість будівництва Ересуннського мосту, разом зі з'єднаннями автомагістралей і залізниць, була розрахована в 30,1 млрд данських крон в цінах 2000 року. Міст, як очікується, окупиться у 2035 році. 
У 2010 році Швеція відкрила Мальменський міський тунель, який з'єднав Ересуннський міст з центральною залізничною станцією Мальме. Витрати на будівництво склали 9,45 млрд шведських крон.

## Вартість проїзду
Станом на січень 2008 року, вартість проїзду (поїздки в один бік): 
| Транспорт                    | Данська крона | Шведська крона | Євро    |
| ---------------------------- | ------------- | -------------- | ------- |
| Мотоцикл                     | 145 DKK       | 180 SEK        | 20 EUR  |
| Легкове авто                 | 260 DKK       | 325 SEK        | 36 EUR  |
| Motorhome/Лекове авто+фургон | 520 DKK       | 650 SEK        | 71 EUR  |
| Мікроавтобус (6-9 метрів)    | 520 DKK       | 650 SEK        | 71 EUR  |
| Автобус (довше 9 метрів)     | 1100 DKK      | 1365 SEK       | 151 EUR |
| Вантажівка (довше 9 метрів)  | 775 DKK       | 960 SEK        | 106 EUR |

## В культурі
Ересуннський міст є місцем подій у шведсько-данському детективному телесеріалі «Міст».

## Галерея

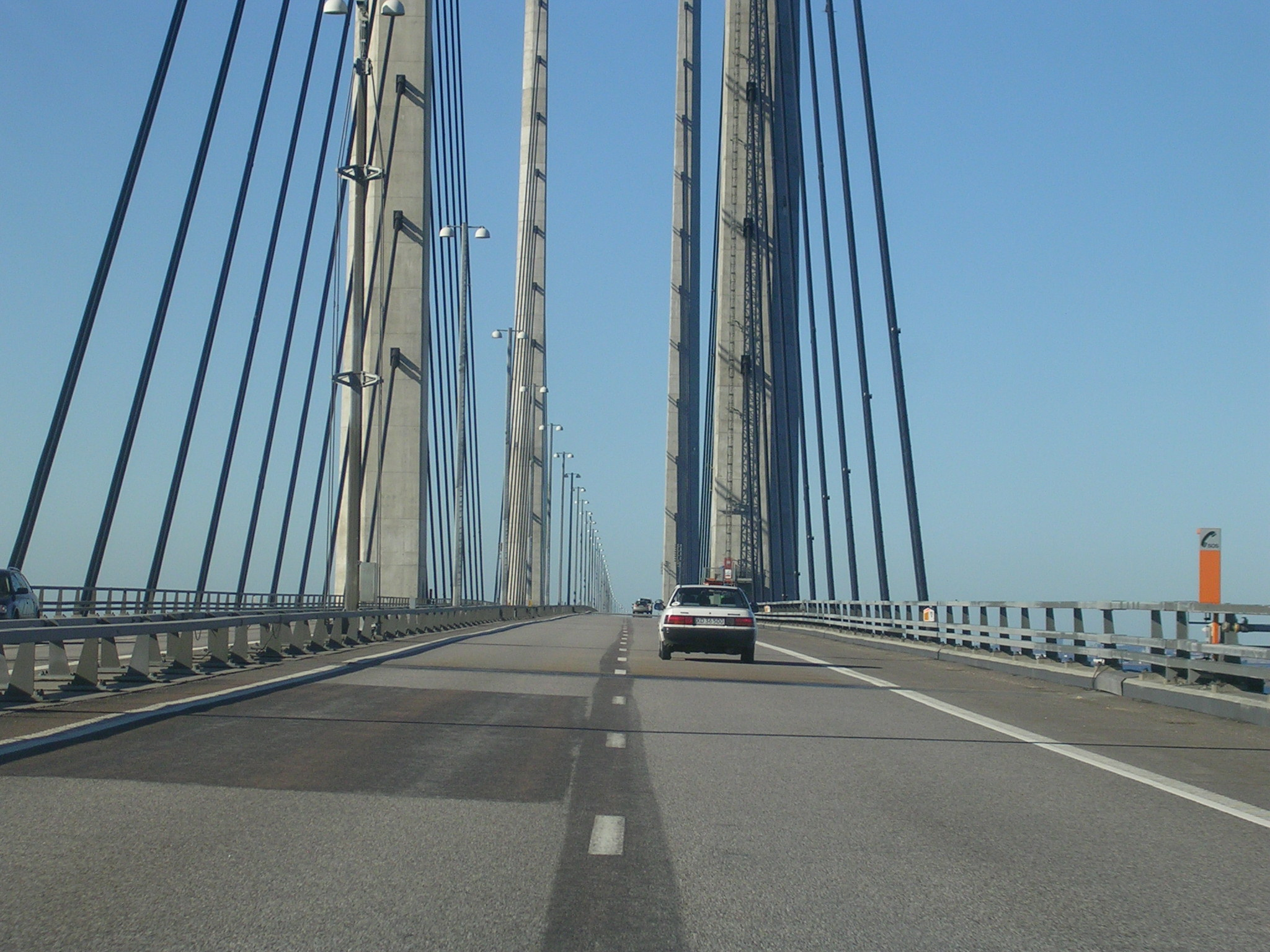
На мосту
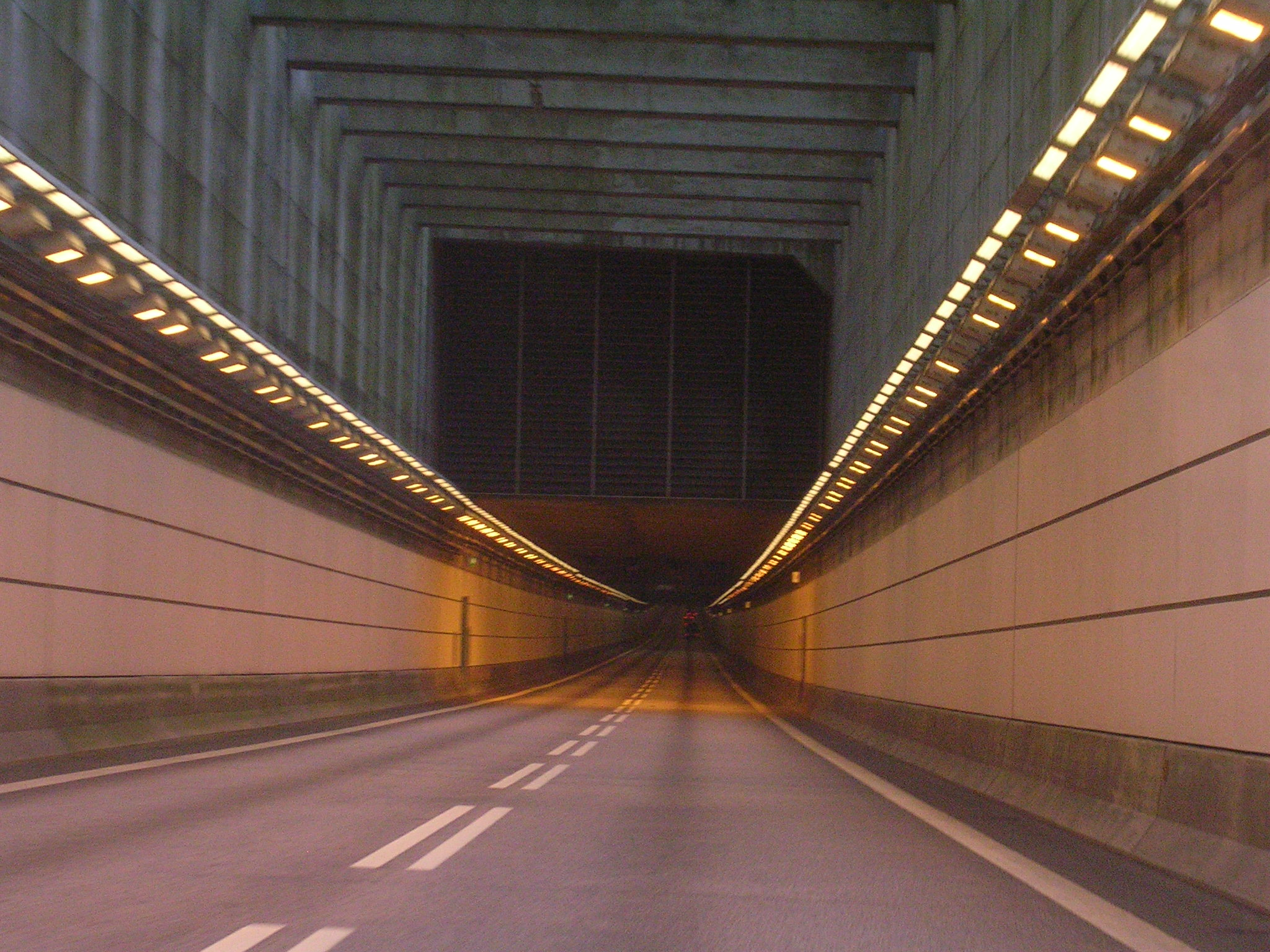
В тунелі
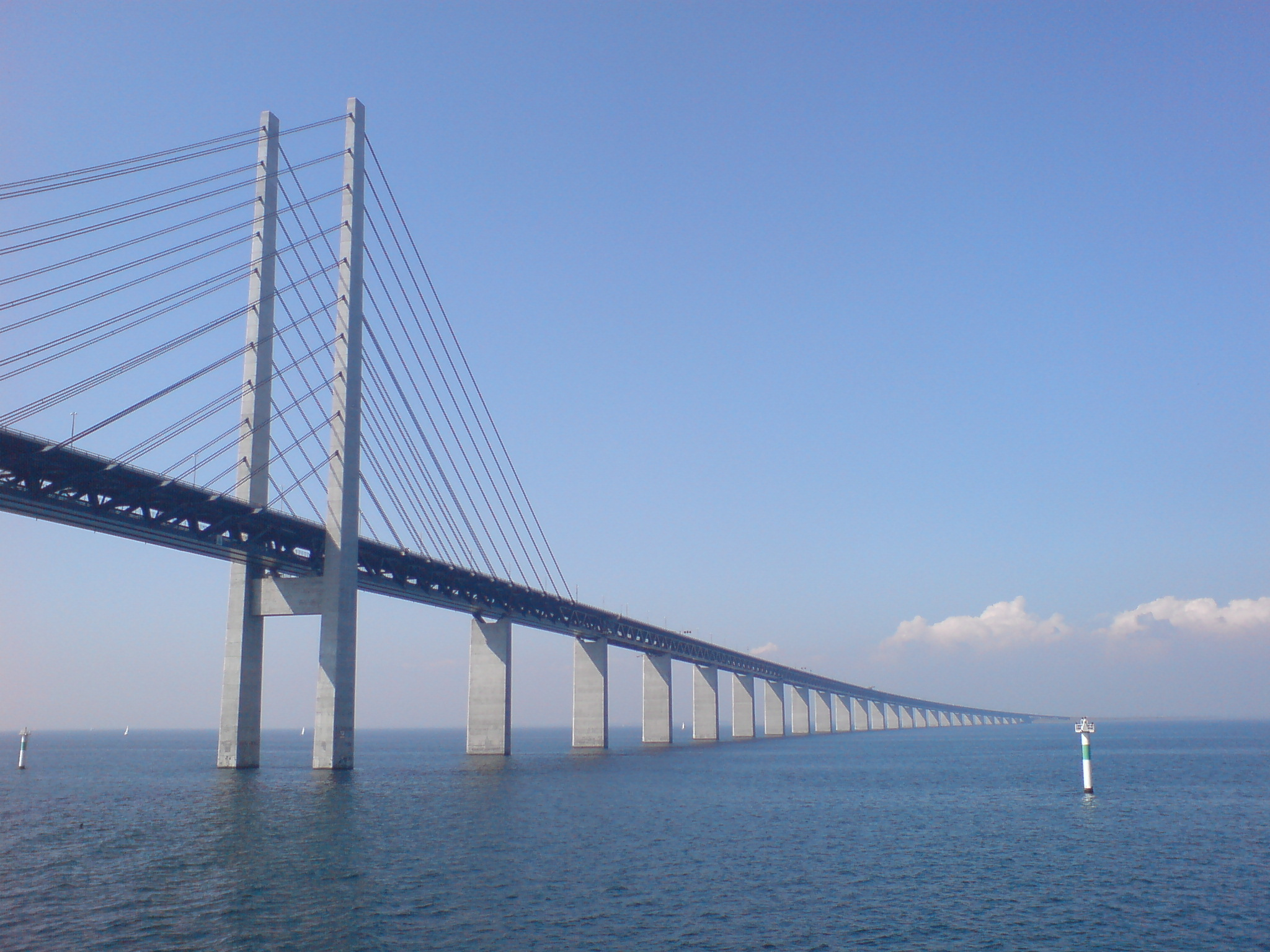
Вигляд з повітря